# Barra pós-orbital
A barra pós-orbital é um osso que fica atras das órbitas em Strepsirrhini. Contrasta com Haplorrhini, que possui todo o soquete das órbitas envolvidos por osso.
Uma hipótese para tal diferença de estrutural é referente a importância da visão para cada um desses dois grupos de primatas. Strepsirrhini possui hábitos majoritariamente noturnos e a visão é um sentido pouco requisitado.